# Tadd Fujikawa

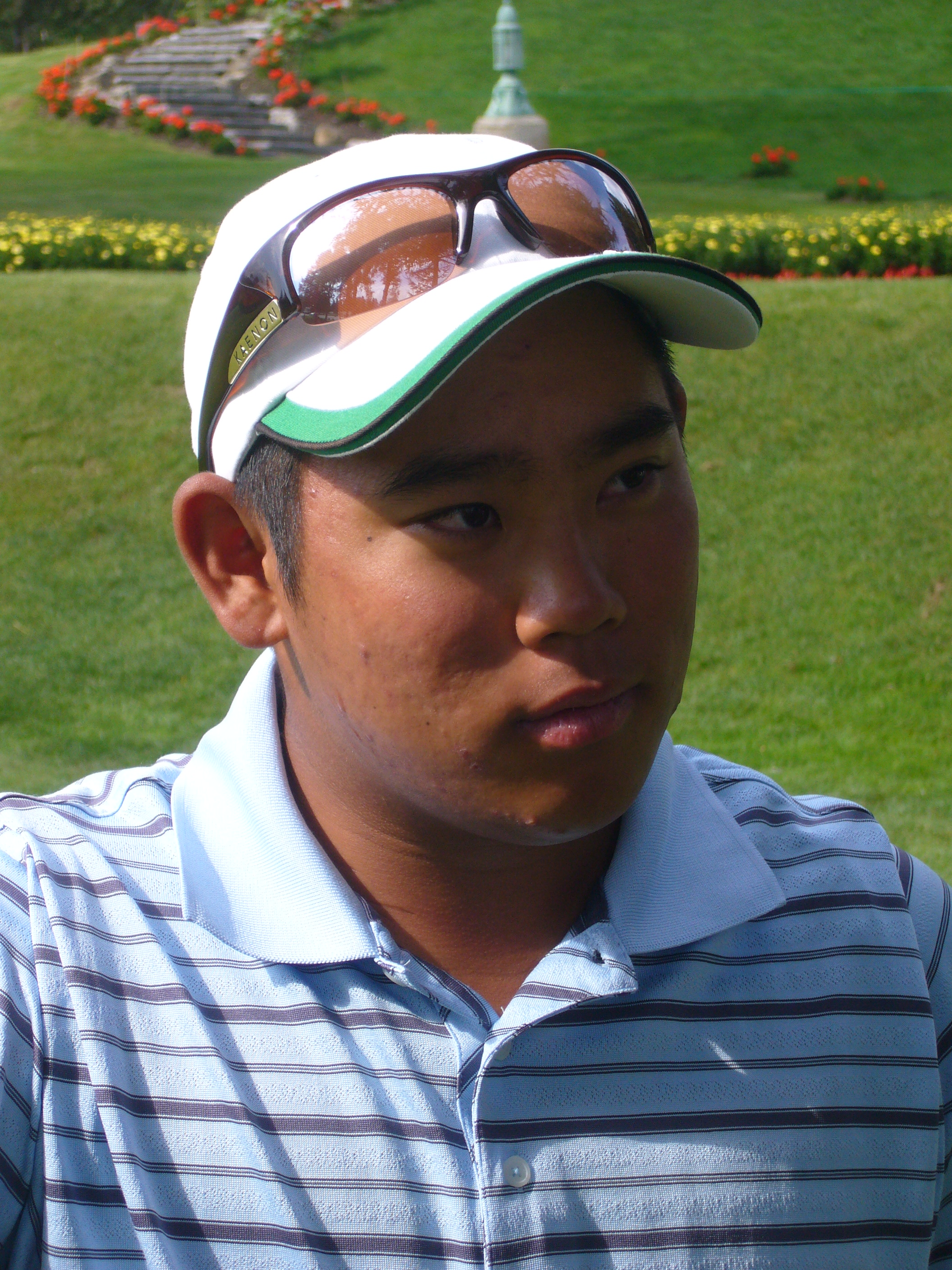
Zwitsers Open in Crans

Tadd Fujikawa (Honolulu, 8 januari 1991) is een Amerikaanse golfprofessional.

## Amateur
Als 15-jarige amateur kwalificeerde Fujikawa zich regionaal op Winged Foot voor het US Open. Hij was toen de jongste speler die dat deed sinds 1941. Op het Open miste hij de cut met negen slagen.
In 2007 werd Fujikawa uitgenodigd te spelen op het Sony Open in Hawaï, het tweede toernooi dat hij op de Amerikaanse PGA Tour speelt. Hij was toen 16 jaar en 4 dagen, de toen op een na jongste persoon die daaraan deelnam. Daar haalde Fujikawa de cut, en werd hij de jongste speler ooit om dat record op zijn naam te schrijven. Op de 16de maakte hij een birdie, waardoor hij de cut zou halen met twee pars op de resterende holes, maar op de 18de maakte hij ook nog een 5-meter putt voor een eagle. Hij eindigde dat toernooi op de 20ste plaats met een score van -5.
Ook in 2007 speelt hij het Hawaii Pearl Open en wint met -11. Tweede werd Greg Meyer met -10. Als amateur mag Fujikawa het prijzengeld niet aannemen en geeft het door aan Meyer, die het toernooi al vier keer eerder gewonnen heeft.

## Professional

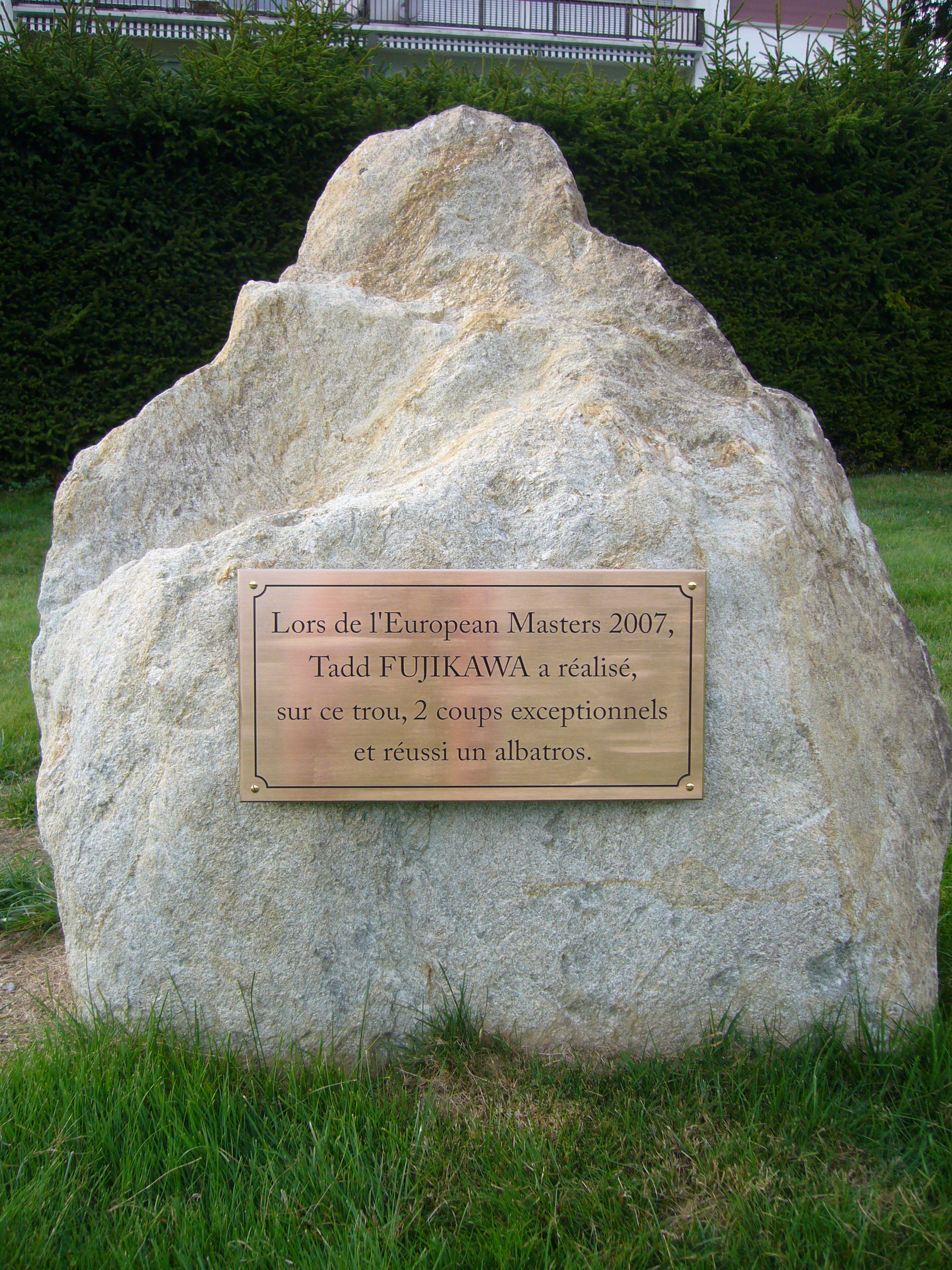
Albatros

### 2007
Op 12 juli 2007 werd Fujikawa professional. Fujikawa werd in september uitgenodigd voor zijn eerste toernooi op de Europese PGA Tour op het Zwitsers Open in Crans-surSierre. Hij miste de cut, maar hij maakte een albatros op de negende hole, een par 5 van 575 meter, waar hij met een houten 3 zijn tweede slag in de hole slaat. Ter herinnering hieraan kreeg hij een gouden Omega 'Double Eagle' horloge van de sponsor en een jaar later stond er bij de tee een grote steen met een koperen herinneringsplaat. In november won hij het Hawaii Pearl Open met een birdie op de laatste hole.

### 2008
Zijn eerste overwinning behaalde hij tijdens de 50ste Mid-Pacific Open in Hawaï met een score van -10. Een record, want hiermee is hij de jongste winnaar op dat toernooi, die geen deel uitmaakt van de Amerikaanse Tour. In 2008 speelde hij onder andere het KLM Open op de Kennemer en het Zwitsers Open in Crans.

## De TF Invitational
Op 12 augustus 2008 was op de Kapolei Golf Course op Hawaï de eerste jaarlijkse Tadd Fujikawa Invitational Golf Tournament. De opbrengst ging naar 'March of Dimes', een stichting die de gezondheid van ongeboren en te vroeg geboren kinderen onderzoekt en Newborn Intensive Care Units sponsort.